# قراقر (حزم العدين)

تعديل مصدري - تعديل

قراقر محلة تابعة لقرية الصريم، التابعة لعزلة السيدم بمديرية حزم العدين إحدى مديريات محافظة إب في الجمهورية اليمنية، بلغ تعداد سكانها 58 حسب تعداد اليمن لعام 2004.